# Triberg im Schwarzwald
Triberg im Schwarzwald település Németországban, azon belül Baden-Württembergben. A 700-1000 méter közötti magasságban fekvő település híres gyógyüdülő és síparadicsom. 

## Népesség
A település népessége az elmúlt években az alábbi módon változott:
| Lakosok száma | 7825 | 8017 | 7494 | 6365 | 5718 | 5938 | 5457 | 5178 | 4762 | 4926 |
|               | 1961 | 1967 | 1974 | 1980 | 1987 | 1993 | 2000 | 2006 | 2013 | 2023 |

## Fekvése
Villingen-Schwenningentől északnyugatra, a B33-as út mellett fekvő település.

## Története
Triberg nevét 1239-ben említették először egy dokumentumban. Városnak először 1324-ben nevezték, 1349-ben is város, ekkor már piaci jogát is említették. 1355-től 1797-ig a város a Habsburg-házhoz és így a Felső-Ausztriához tartozott.
1884-ben Triberg állította fel az első állami elektromos utcai világítást Németországban; A villamos energiát több mint 150 méter magas vízesésekben gyűjtötték össze.
Triberg hét fő zuhataga gránittömbök között zuhan le, a szintkülönbség 160 méter.
A piacterén álló városházának (Rathaus) egy fametszetes terme, valamint régi Hivatalnok-háza és Helytörténeti múzeuma (Heimatmuseum) van.  A városon kívüli hegyoldalon álló templom (Wallfahrtskirche) Maria in der Tannen, (1705) egy ismeretlen festő "Mária a fenyőerdőben" című képét. Érdekes a főoltár előtt álló ezüst antependium is.

## Nevezetességek
- Városháza (Rathaus)
- Helytörténeti múzeum (Heimatmuseum)
- Wallfahrtskirche

## Galéria

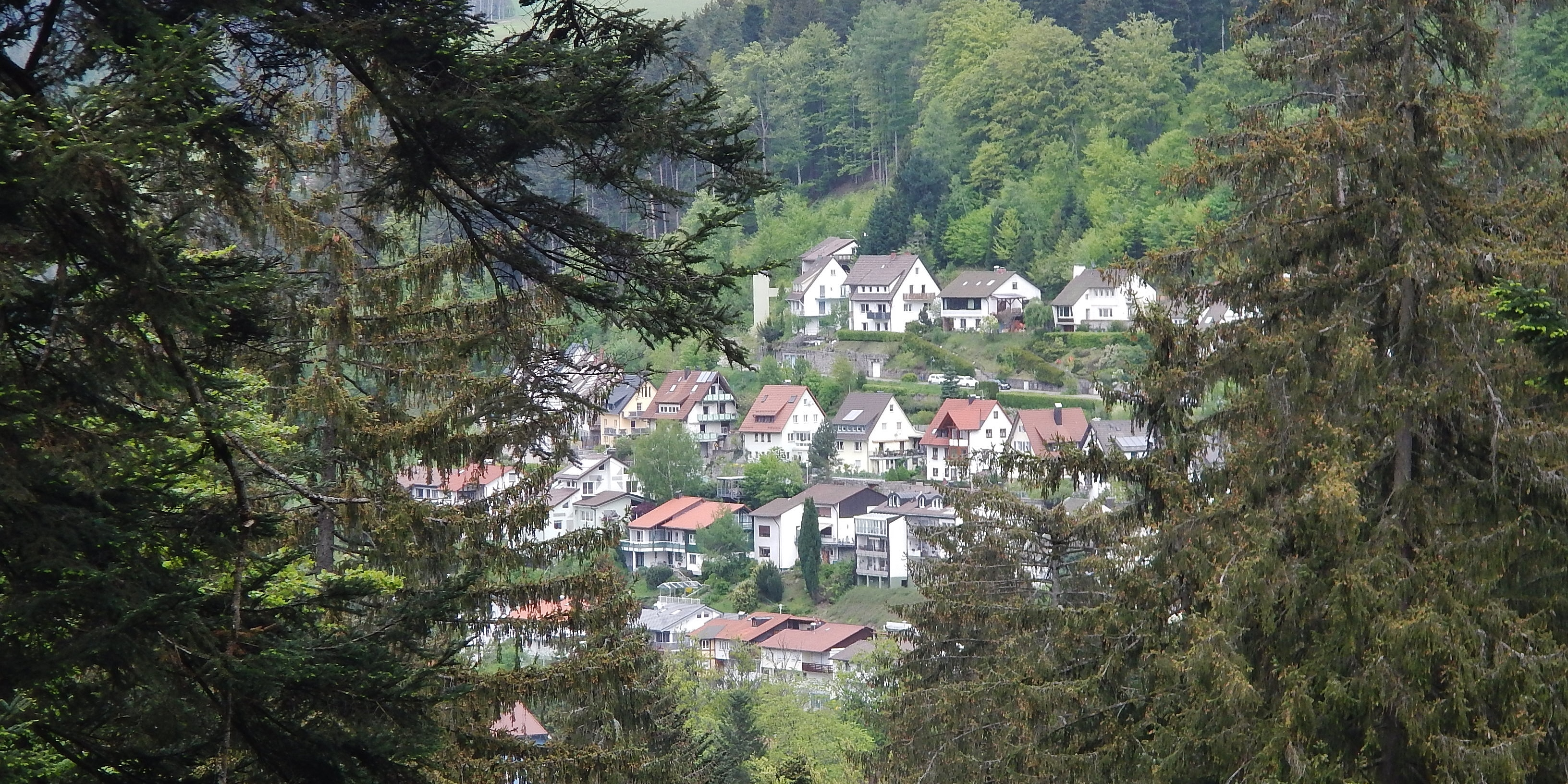
Tiberg látképe
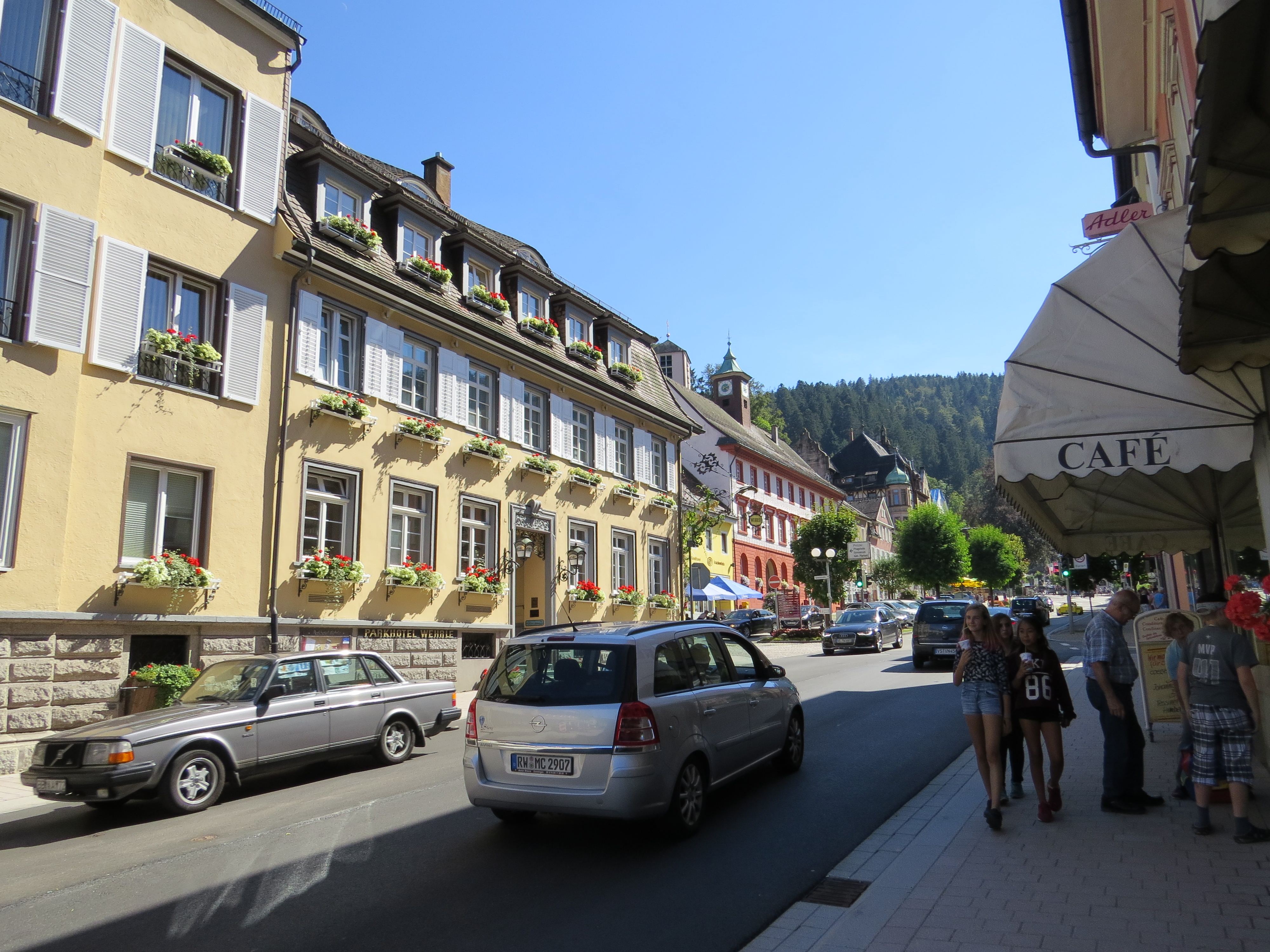
Tiberg, utcarészlet
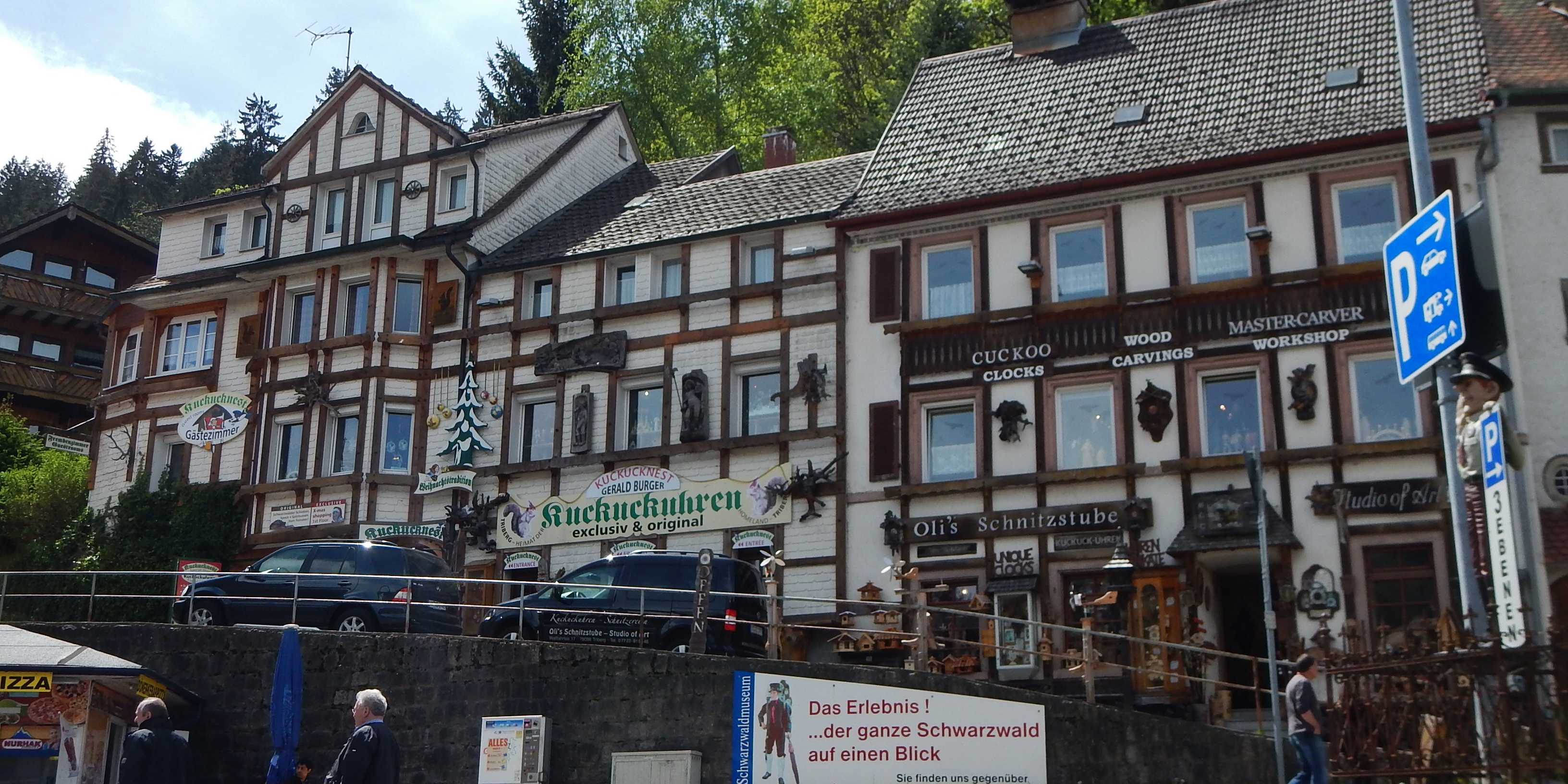
Kuckuckuhren, Kuckucksuhren
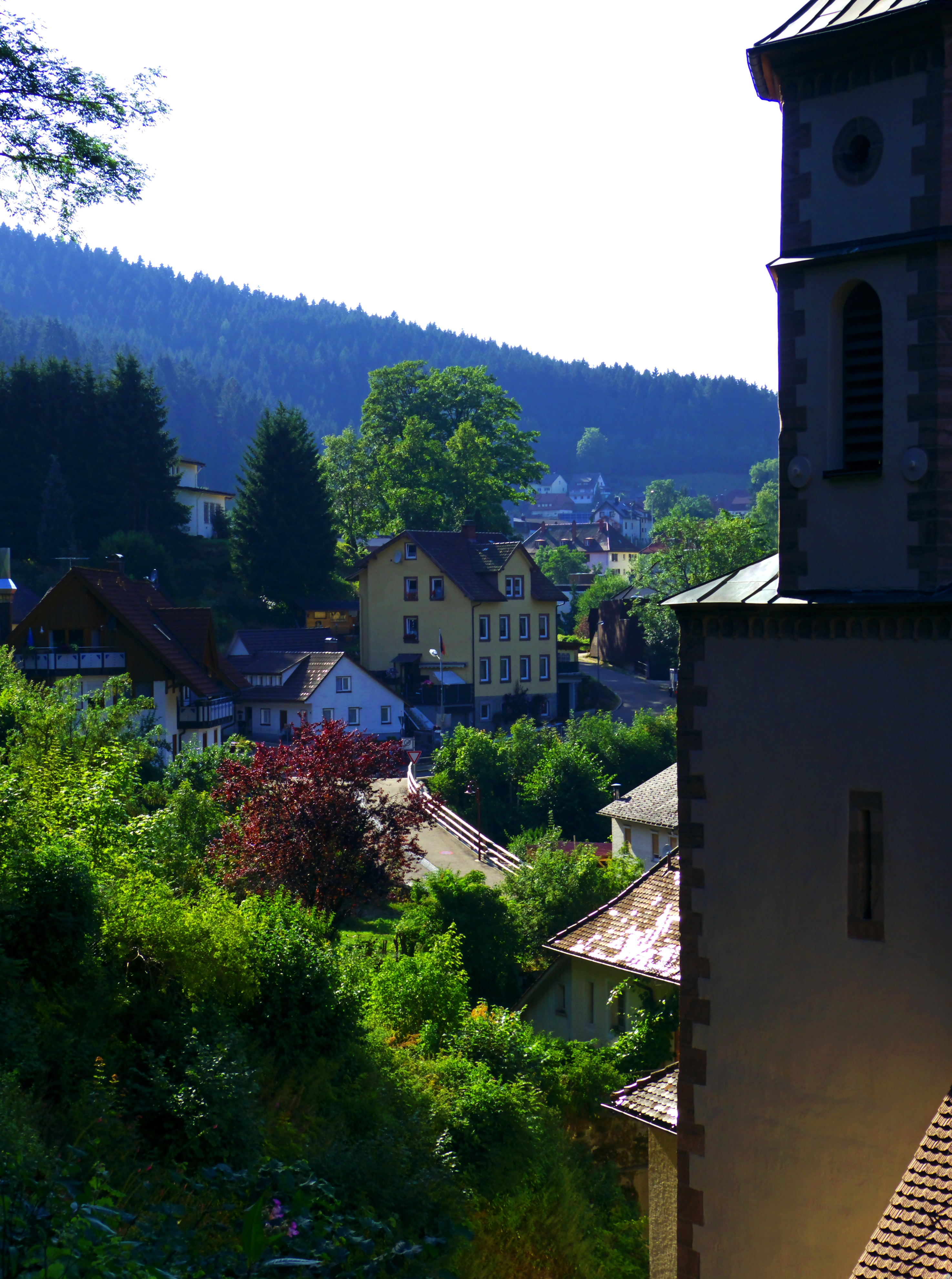
Tiberg, látkép
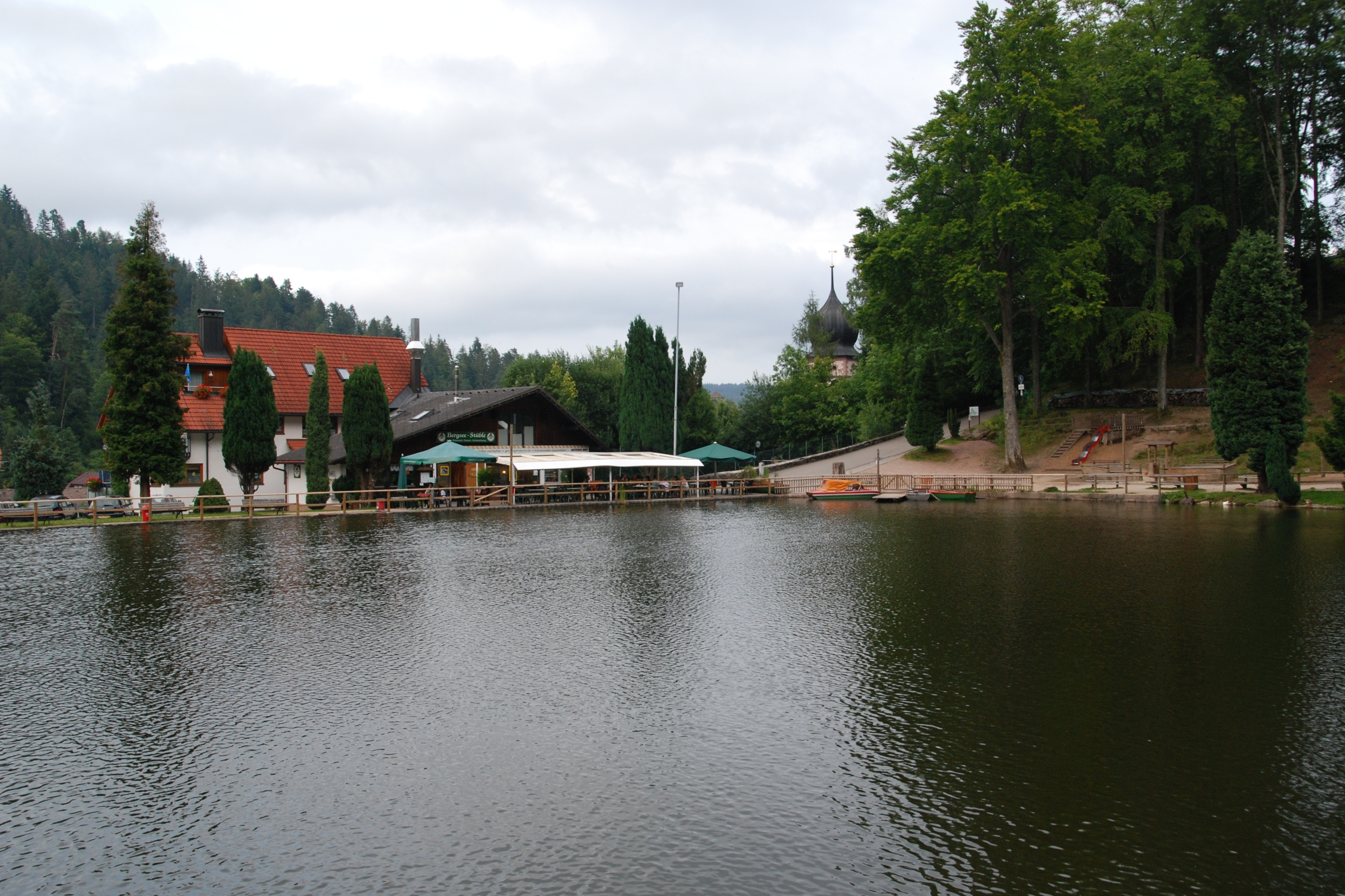
Triberg, Bergsee
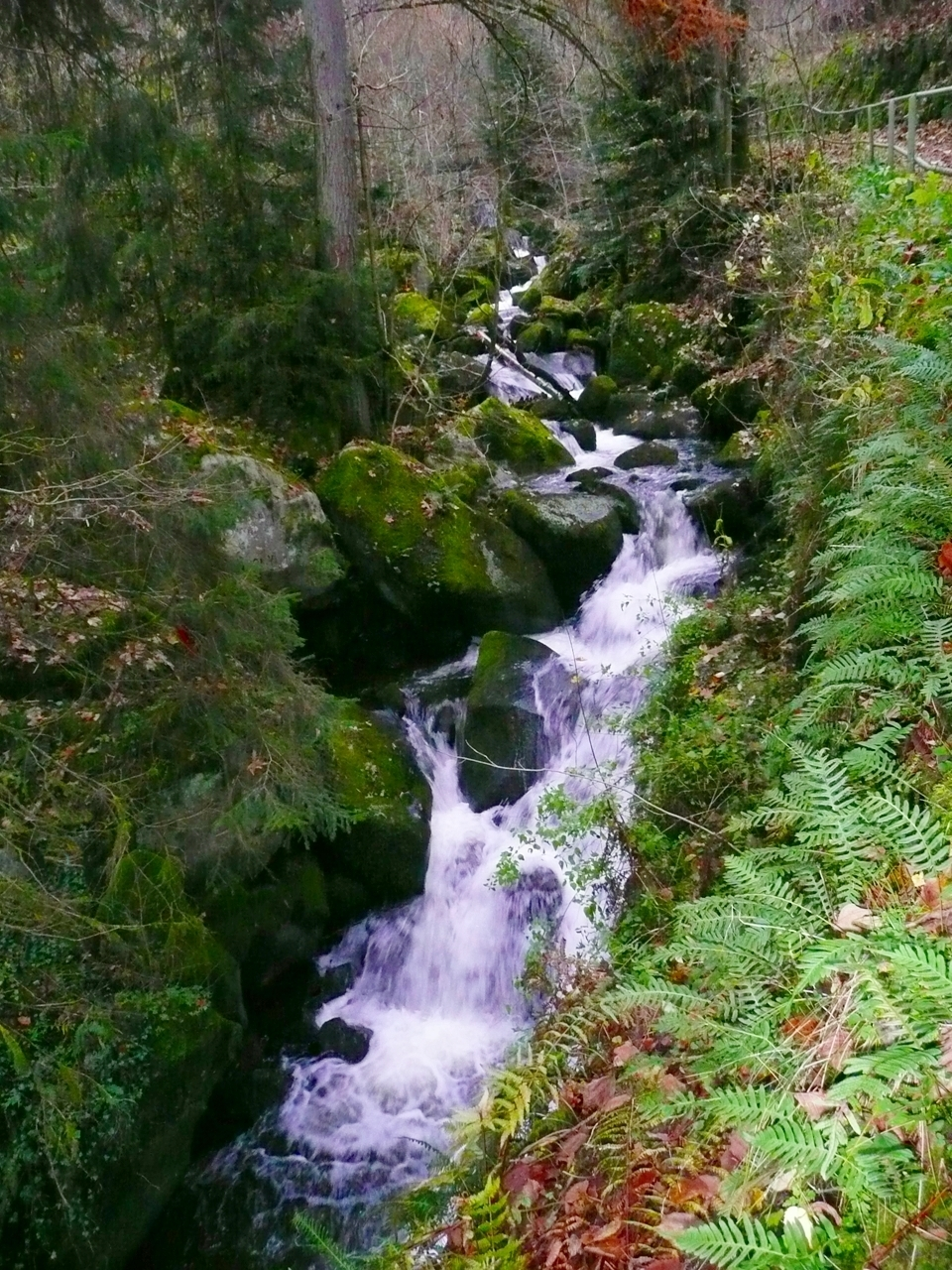
Naturerlebnispark Triberg
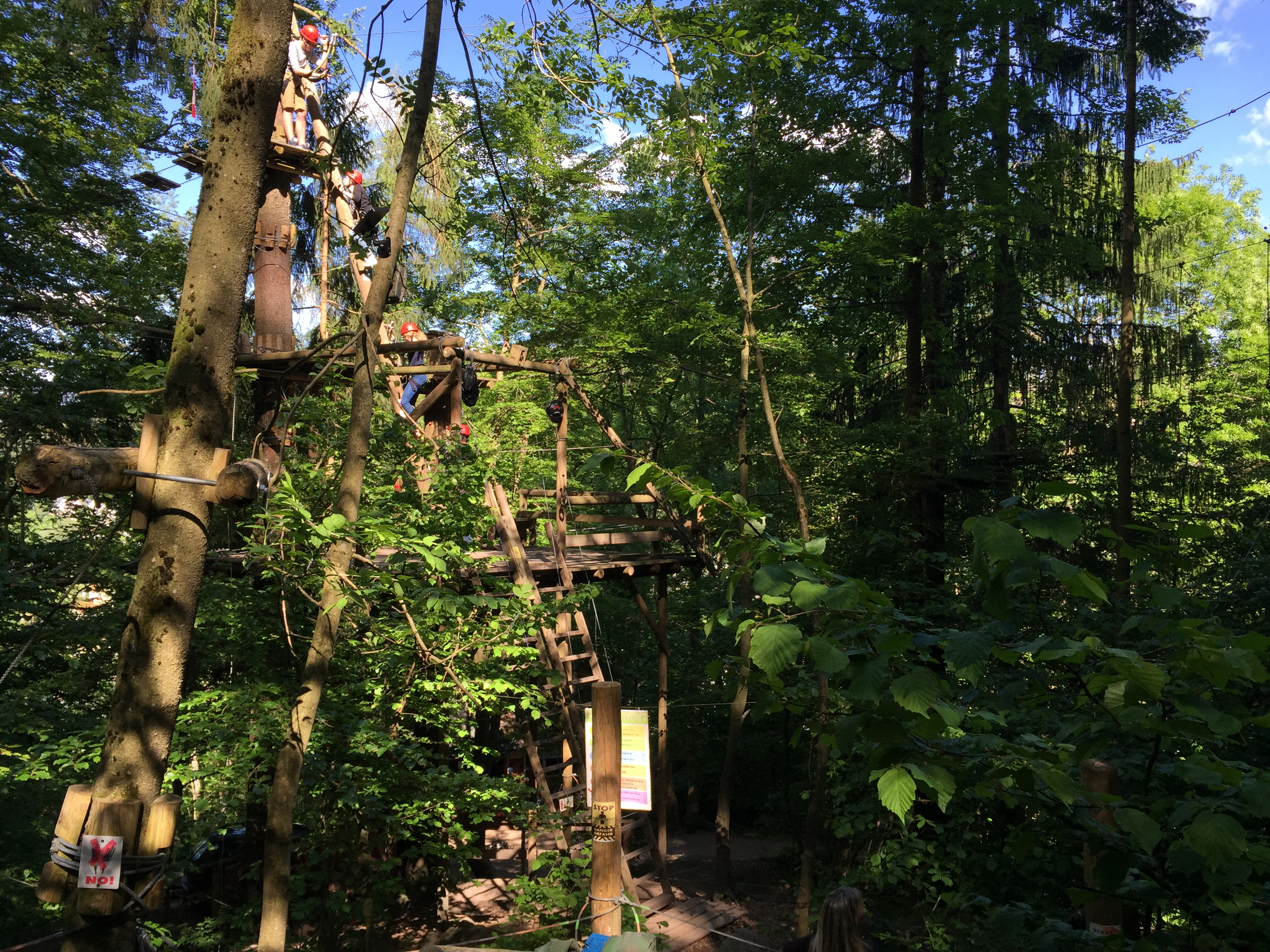
Élménypark
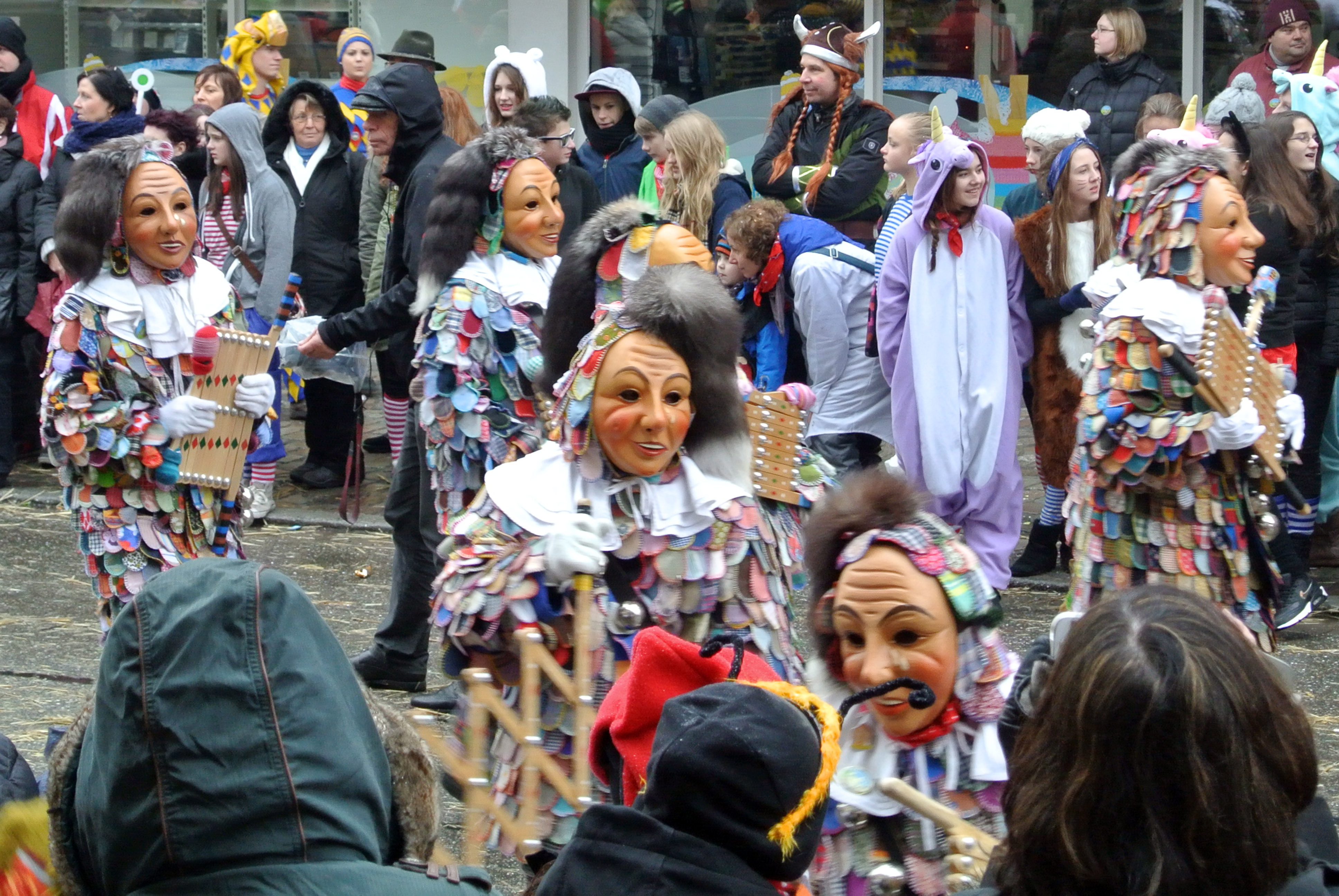
Farsangi felvonulás

## Közlekedés

### Vasút
A településen halad keresztül a Schwarzwaldbahn vasútvonal.